# Ceratostylis kerigomnensis
Ceratostylis kerigomnensis är en orkidéart som beskrevs av Pieter van Royen. Ceratostylis kerigomnensis ingår i släktet Ceratostylis och familjen orkidéer.
Artens utbredningsområde är Papua Nya Guinea. Inga underarter finns listade i Catalogue of Life.